# Ora legale nell'Unione europea
| Azzurro | Western European Time (UTC+0)                                      |
| Blu     | Western European Time (UTC+0) Western European Summer Time (UTC+1) |
| Rosso   | Central European Time (UTC+1) Central European Summer Time (UTC+2) |
| Giallo  | Ora di Kaliningrad (UTC+2).                                        |
| Ocra    | Eastern European Time (UTC+2) Eastern European Summer Time (UTC+3) |
| Verde   | Ora di Mosca (UTC+3)                                               |

L'ora legale nei paesi dell'Unione europea è disciplinata dalla  direttiva 2000/84/CE del Consiglio europeo. 
Dal 1996 tutti i paesi dell'Unione europea, più la Svizzera e i paesi dell'est Europa, adottano lo stesso calendario per l'ora legale, nonostante le polemiche di alcuni stati membri. Fino all'ottobre 2011 anche la Russia era agganciata a questo sistema di cambio ora, poi è passata a sperimentare l'ora legale permanente, arrivando infine a ripristinare l'ora solare quale orario di riferimento per tutto l'anno (ora solare permanente).
È in corso un dibattito sull'opportunità di abolire il cambio fra ora solare e ora legale, valutando se tenere costantemente l'ora solare, come desidererebbero alcuni Paesi del Nord Europa, oppure l'ora legale, come desidererebbero alcuni Paesi del Sud Europa, oppure ancora una media fra le due, per cui ad esempio l'ora dell'Europa centrale diventerebbe UTC +1:30.

## Protocollo per il cambio d'ora
Il protocollo che regolamenta l'ora legale in Europa stabilisce che per i tre fusi orari europei - Western European Time (WET): UTC+0, per l'Europa occidentale (Regno Unito, Irlanda e Portogallo, etc.); Central European Time (CET): UTC+1, per l'Europa centrale (quello a cui appartiene l'Italia insieme a Spagna, Francia, Svizzera, Germania, Polonia, ecc.); Eastern European Time (EET): UTC+2, per l'Europa orientale (Grecia, Finlandia, Romania, Bulgaria, Estonia, Lituania, Lettonia, Ucraina, Moldavia ecc.) - il cambio dell'ora avvenga l'ultima domenica di marzo e l'ultima domenica di ottobre allo scoccare delle ore 1:00 UTC, cioè dalle ore 1:00/2:00/3:00 alle ore 2:00/3:00/4:00 in marzo, e viceversa in ottobre.
Per i paesi che adottano il fuso orario dell'Europa centrale (CET, UTC+1), tra cui l'Italia, quando scattano le ore 2:00 antimeridiane dell'ultima domenica di marzo gli orologi vengono spostati avanti di un'ora (ora solare CET+1, UTC+2), quindi l'ora che incomincerebbe alle 2:00 e terminerebbe alle 3:00 viene soppressa. Nel passaggio inverso (che avviene l'ultima domenica di ottobre), quando scattano le ore 3:00 antimeridiane si riporta l'orologio indietro di un'ora (torna l'ora solare CET, UTC+1), cioè l'ora che incomincia alle 2:00 e termina alle 3:00 viene ripetuta.
Questi orari sono stati scelti perché sono quelli in cui la circolazione dei treni e degli altri mezzi pubblici è ridotta al minimo, minimizzando così i disallineamenti rispetto agli orari giornalieri programmati. È importante notare che l'ora legale scatta contemporaneamente in tutta l'Unione: se il cambio avviene dunque fra le 2 e le 3 nell'Europa centrale, avviene fra l'una e le 2 in Repubblica d'Irlanda e Portogallo e fra le 3 e le 4 in Grecia, Cipro, Finlandia, Paesi baltici, Bulgaria e Romania.

## Consultazione pubblica per l'abolizione dell'ora legale
Tra il 4 luglio 2018 e il 16 agosto 2018 sul sito della Commissione europea si è svolta una consultazione pubblica aperta sulle disposizioni relative all'ora legale, in cui, tra le domande, nel caso di abolizione del cambio orario veniva posta l'alternativa tra il mantenere sempre l'ora solare o il mantenere sempre l'ora legale.
La consultazione ha ottenuto 4,6 milioni di risposte, il numero più alto mai ricevuto da una consultazione pubblica UE.
Dalle varie commissioni coinvolte è stata quindi redatta una direttiva provvisoria. Essa rinviava all'anno 2021 la scelta sull'orario per i singoli stati.
La direttiva provvisoria è stata votata ed approvata dal Parlamento europeo il 26 marzo 2019 e, per diventare direttiva europea deve essere valutata ed approvata anche dal Consiglio.